# Roberto Devereux
Roberto Devereux (o Roberto Devereux, ossia Il conte di Essex [Roberto Devereux, o el comte d'Essex]) és una tragèdia lírica, o òpera tràgica, de Gaetano Donizetti. Salvatore Cammarano va ser l'autor del llibret italià, basat en la tragèdia Elisabeth d'Angleterre, de François Ancelot.
Està inspirada lliurement en la vida de Robert Devereux, segon comte d'Essex, un influent membre de la cort d'Isabel I d'Anglaterra. És una de les nombroses òperes que Donizetti va dedicar a l'Era Tudor anglesa, junt amb Anna Bolena, Maria Stuarda i Il castello di Kenilworth.

## Història
Va ser estrenada el 29 d'octubre de 1837 al Teatro San Carlo de Nàpols.

## Llibret
L'argument de Roberto Devereux gairebé no era original, perquè Cammarano l'havia emprat de Il Conte d'Essex, de Felice Romani (1833). La viuda de Romani va acusar Cammarano de plagi, tot i que les còpies d'arguments eren llavors una pràctica comuna entre els teatres italians d'òpera rivals.
Robert Devereux va ser el tema d'almenys tres obres de teatre franceses: Le Comte d'Essex de Pierre Corneille, Le Comte d'Essex de La Calprenede, i la font d'aquesta òpera, Elisabeth d'Angleterre de François Ancelot.
L'òpera conté moltes inconsistències històriques però constitueix un excel·lent drama.

## Música
Tot i que l'òpera no es representa massa sovint avui dia, hi conté algunes de les millors pàgines vocals de Donizetti. Es tracta d'un drama cru i emotiu; proporcionant excel·lents possibilitats de lluïment per a la soprano. Entre les seues peces destacades cal esmentar el duet de l'Acte I entre Isabel i Robert Nascondi, frena i palpiti. L'escena final és una de les més dràmatiques i difícils del repertori belcantista. Amb Isabel embogida per la mort del seu amant, Quel sangue versato condueix l'òpera romàntica al límit de l'expressió melòdica.

## Sinopsi
La història gira entorn d'un quadrangle amorós que inclou Isabel, reina d'Anglaterra; Robert Devereux, comte d'Essex; el duc de Nottingham; i Sara, la duquessa de Nottingham. Robert i Sara van ser amants, però mentre Robert estava lluitant a Irlanda, la reina va obligar Sara a casar-se amb Nottingham. Elizabeth havia donat a Robert un anell especial per a garantir la seua seguretat. La reina està enamorada de Robert i està disposta a oblidar la traïció d'aquest al tron si ell està disposat a estimar-la. Robert és arrestat amb proves, entre les quals hi ha un mocador blau que pertany a Sara. Ell refusa desvelar el nom de la seua amant secreta. Això enrabieja Isabel, la qual ordena que Robert siga empresonat a la Torre de Londres i executat.
Robert es nega a delatar a Sara, el que provoca la ira dIsabel i de Nottingham. Mentrestant, a la Torre de Londres, Robert li confia el seu anell a Sara, demamant-li que el lliure a Isabel amb una petició de clemència. Nottingham intercepta Sara i la tanca, com a venjança contra Robert.
Elizabeth està desinquieta amb la pròxima mort del seu estimat, mentre pensa on deu estar Sara. Finalment, aquesta hi arriba atabalada i dona a Isabel l'anell. La reina tracta en va d'aturar l'execució, però llavors sent els colps de canó anunciant la mort de Robert. Demana perquè Nottingham no l'havia alertada de l'evidència per a poder intervenir, i ell contesta, "Jo volia sang, i sang tinc!" Isabel està espantada amb el cos sense cap de Robert. Suplica la seua pròpia mort i deixa el tronl seu successor: Jaume. L'òpera conclou mentre Isabel besa l'anell de Robert.

## Enregistraments
En viuHi ha un nombre considerable d'enregistraments en viu. Algunes d'elles presenten pràcticament el mateix repartiment, tot i que en diferents escenaris. La següent és una llista parcial:
- (Nàpols, 1964) Leyla Gencer, Anna Maria Rota, Ruggiero Bondino, Piero Cappuccilli, Gabriele de Julis, Silvano Pagliuca, Bruno Grella, Cor i Orquestra del Teatro San Carlo, dir. Mario Rossi.
- (Barcelona, 1968) Montserrat Caballé, Mario Berini, Bernabé Martí, Piero Cappuccilli; dir. Carlo Felice Cillario.
- (Nova York, 1970) Beverly Sills, Plácido Domingo, Susanne Marsee, Louis Quilico, Cor i Orquestra de l'Òpera de Nova York; dir. Julius Rudel. HRE HRE-374-3
- (Venècia, 1972) Monserrat Caballé, Gianni Raimondi, Beverly Wolff, Walter Alberti, Guido Fabbris, Orquestra i cor del Teatro La Fenice, dir. Bruno Bartoletti. Myto 053312
- (Viena, 2001) Edita Gruberová, Carlos Álvarez Rodríguez, Enkelejda Shkosa, Ramón Vargas, dir. Marcello Viotti.

DVD
- (Nàpols, 1998) Alexandrina Pendatchanska, Giuseppe Sabbatini, Ildiko Komlosi, Roberto Servile, Cor i Orquestra del Teatro San Carlo, dir. Alain Gungal, direcció d'escena Alberto Fassini. IMAGE Entertainment, NTSC, 136 minutes, 5.1 Dolby Digital
- (Múnic, 2005) Edita Gruberová, Roberto Aronica, Jeanne Piland, Albert Schagidullin, Manolito Mario Franz, Der Chor der Bayerischen Staatsoper, Das Bayerische Staatsorchester, dir. Friedrich Haider, direcció d'escena Christof Loy, direcció fílmica Brian Large. Deutsche Grammophon NTSC 073 418-5

Enregistraments d'estudi
- (Londres, 1969), Beverly Sills, Robert Ilosfalvy, Peter Glossop, Beverly Wolff, Ambrosian Opera Chorus, Royal Philharmonic Orchestra, dir. Sir Charles Mackerras.
- (Estrasburg, 1994) Edita Gruberová, Don Bernardini, Delores Ziegler, Ettore Kim, Choeurs de l'Opéra du Rhin, Orchestre Philharmonique de Strasbourg, dir. Friedrich Haider. Nightingale 190100-2
- (Londres, 2002) Nelly Miricioiu, Josep Bros, Sonia Ganassi, Roberto Frontali, Robin Leggate, Graeme Broadbent, Cor i orquestra de la Royal Opera House, Covent Garden, dir. Maurizio Benini. Opera Rara ORC24